# Eleições presidenciais nas Ilhas Marshall em 2009
As eleições presidenciais marshalesas de 2009 foram realizadas em 26 de outubro e de modo indireto.